# Quintessons
Los Quintessons (Generación 1 de Transformers) es el nombre con que se conoce a los alienígenas robóticos de Transformers. El nombre hace referencia a la apariencia física del primer Quintesson conocido dentro de la serie Transformers, en este caso la película (1986), el cual tenía cinco caras y todas ellas representando una personalidad diferente.
Los Quintesson encontraron el planeta Cybertron deshabitado y con un potencial ilimitado de recursos energéticos; es por ello que lo planificaron como un planeta fábrica de robots sirvientes. Como los principales compradores de estos robots eran de apariencia humanoide, los robots se construían también con esa apariencia, tanto en género masculino como femenino. Además de los robots sirvientes, existían los robots con características militares destinados a la defensa del planeta. Cada robot tenía inteligencia y personalidad única dada por la computadora principal "Vector Sigma" emplazada en las profundidades del planeta, que además controlaba la Cámara de energía de Plasma, donde se construían los robots. Como los Quintessons trataban como esclavos a sus creaciones, el transcurrir del tiempo hizo que los robots desarrollaran la idea de libertad, y por ende se rebelaron contra sus creadores. Gracias a la participación del robot A3 en la reprogramación de los robots Guardianes, los Quintesson se vieron superados en número y capacidad bélica, y tuvieron que huir del planeta.
Millones de años después se sabe que los Quintessons tiene su propio planeta: Quintessa (Transformers la película, 1986), donde siguen ejerciendo la esclavitud sobre sus creaciones, además que se divertían cuando los mataban. Sin embargo, la inesperada y fortuita llegada de algunos Autobots al planeta, causó la huida de los Quintesson de su propio planeta, para evitar una vez más la rebelión de sus creaciones, esta vez los "Sharkticons".
Ya sin un planeta donde vivir, los Quintesson intentaron recuperar Cybertron, para ello entablaron alianza con los Decepticons y constituyeron un enemigo más de los Autobots (3ª temporada G1).
Es así como aportan al ejército Decepticons un nuevo grupo de robots "los Terrorcons" quienes se ven en dos capítulos sirviendo a sus órdenes. 
Contradictoriamente, un Quintesson toma en sus manos la labor de salvar la vida de sus creaciones, al revivir a Optimus Prime para que salve a los Transformers de una epidemia a escala galáctica que puso en peligro a toda forma de vida, por sus características de generar el odio.

## Comic Wreckers
En el cómic de los Wreckers, que transcurre al mismo tiempo que la serie Beast Machines, se revela que los Quintessons no son los que crearon a los Transformers, sino que cuando encontraron Cybertron ya existían los primeros 13 Transformers, que habían sido creados por el dios Primus, y Vector Sigma era una manifestación de Primus. Lo que hicieron los Quintessons fue esclavizar el planeta y hacerle creer a los nuevos Transformers que ellos los habían creado, y a Vector Sigma.

## Películas live-action

### Transformers: Age of Extinction
Unos seres mencionados como "Los Creadores" por Lockdown, se rumorea que podrían ser los Quintessons. 
Estos seres llegaron a la Tierra hace 65 millones de años en el periodo cretácico y utilizaron las Semillas para acabar con los dinosaurios, crear transformium y recolectarlas, esto para poder crear a los Transformers. En el tiempo actual contratan a Lockdown para aprehender a Optimus Prime por motivos desconocidos y lo quieren de vuelta. Cuando Lockdown es derrotado por Optimus con la ayuda de Cade Yeager y Bumblebee, Optimus al escuchar las razones de Lockdown, decide ir al espacio exterior a buscar a los Creadores y averiguar sobre el misterio de su origen.

### Transformers: el último caballero
Quintessa, afirma que es la prime de la Vida y la creadora de los Transformers, a pesar de que ofreció poca evidencia clara para respaldar sus afirmaciones y tomó el control indiscutible de Cybertron destrozado. En el pasado lejano, sus tutores, los caballeros de Iacon, descubrieron sus malos caminos y la traicionaron, robaron su cetro de poder y fueron al planeta Tierra a esconderlo. En algún momento se descubrió la presencia de Cybertronianos, un antiguo enemigo, Unicron, está dentro de la Tierra, el planeta de su personal había sido escondida. Luego se distribuye al cazarrecompensas Lockdown para capturar a Optimus Prime, el cree que ella es responsable de la destrucción de Cybertron y empezó a moverlo a los planetas a través del espacio hacia la Tierra. Lockdown finalmente fracasó y murió por Optimus, que voló al espacio en busca de sus Creadores para obligarle a abandonar la Tierra. Pronto se apaga y oxida de estar en el espacio durante tanto tiempo. En el tiempo después de entonces, ella se puso en contacto con Galvatron, para renacer como el líder Decepticon Megatron. Después de él, la restauración de una forma puramente Cybertroniana, ella lo acusó de volver a la Tierra para recuperar su cetro con el fin de drenar a Unicron, que yacía dentro de la Tierra, para restaurar Cybertron.
Como Cybertron entró en el sistema solar de la Tierra, el inconsciente Optimus flotó cerca y la tracción a la superficie, lo atrajo y chocó, causando la reactivación de Optimus en el proceso. Optimus entró en el centro de control y ella lo recibió como su "creadora". Enfadado por la situación atacó a Quintessa pero ésta le atacó con una onda de energía eléctrica, sometiéndolo con cadenas automáticas y ordenando a su ejecutor, Infernocus que se lo lleve. Quintessa lo castigó por presuntamente la destrucción de su planeta natal Cybertron. Optimus aclara que Megatron es el responsable de los daños causados a Cybertron por la guerra. Quintessa le introduce un virus (aparentemente de control y pérdida de la memoria y/o personalidad) en su mente, que logra corromper a Optimus, por lo que obedece a su comando para ayudar a buscar el cetro antiguo y robado a ella por sus 12 guardianes (un arma). Quintessa luego lo apoda "Nemesis Prime" y revela la presencia de Unicron dentro de la Tierra. Con "Nemesis" bajo su control, se le envió de regreso a la Tierra para recuperar el cetro, pero también envió a Megatron para garantizar que la tarea sea completada. Ella sonrió cuando sintió que el cetro se activa, ahora ejercido por Viviane Wembley, una descendiente de Merlín, el ser humano que los caballeros habían confiado. Optimus finalmente se liberó de su control, momento en el que Megatron se abalanzó para robar el cetro y continuar su misión.
Como Cybertron ahora se alzaba en la atmósfera terrestre, Megatron entrega el cetro a ella. A continuación, activa el drenaje de la energía de Unicron para reformar Cybertron (terminar lo que Sentinel Prime inició en Chicago, traer a Cybertron a la Tierra), a pesar de que se mantuvo apartada de Viviane, el otro único ser que podía manejar el cetro. Ella usó sus poderes en contra de Megatron para dirigir la defensa contra los Autobot/humanos y los caballeros. Sus fuerzas fueron derrotadas y los Autobots se infiltraron en su centro de control. Un ataque de los seres humanos hizo que el centro de control pudiera rotar con libertad hacia la Tierra. Al ver a Viviane, ella ordena el agarre del cetro, ordenó a Megatron matar a la humana, pero fue despachado y arrojado de la estructura por Optimus Prime. Cuando intentó mantener el control, Optimus una vez más la atacó. Ella lo regañó por su traición (liberado del virus de control). Optimus era sólo una distracción y fue derrotada por el Autobot Bumblebee.
Su plan fracasó en última instancia, como Viviane recuperó el arma (cetro), salvando la Tierra e impidiendo el paso de Unicron sobre la Tierra, mientras los Autobots volvieron a tomar el control de Cybertron, unido a la Tierra.
Al final, en una escena poscréditos, se muestra que Quintessa no estaba derrotada, aparece con vida al tomar una apariencia humana en la Tierra. Se acercó a uno de los sitios de estudio geológico alrededor del desierto a uno de los cuernos de Unicron, informando a los seres humanos, que todavía conocía una manera de acabar con él.

## Animación

### Transformers One
Los Quintessons son una especie alienígena, quienes lucharon contra los primeros trece Primes, un grupo de guerreros de élite, creados por Primus, quién se convirtió en el planeta Cybertron, lo que provocó la pérdida del artefacto místico conocido como la Matriz del Liderazgo. Sentinel Prime, el jefe de Cybertron y líder de Iacon, continúa luchando contra los Quintessons y buscando la Matriz del Liderazgo. Sin embargo, después de que los mineros Orion Pax, D-16, Elita y B-127 encontraron a Alpha Trion, un último Prime, quién les explica que los Primes intentaron proteger su planeta de los invasores Quintessons, pero Sentinel terminó traicionándolos debido a que se sentía celoso de su fama y también para tomar la Matriz de Liderazgo para sí mismo con el fin de derrotar a los Quintessons, pero se desmoronó en polvo debido a ver cuán corrupto es Sentinel. Desde entonces, Sentinel hizo un trato con los Quintessons, ha tenido bots que no tienen engranajes que extraen a Entagon para dárselos y dejarlo que gobierne Cybertron. Después de la verdad, rebelión y la muerte de Sentinel por D-16, ahora nombrado Megatron y Orion Pax, quién obtuvo la Matriz del Liderazgo, siendo renacido como Optimus Prime, quién funda a los Autobots y envíando un mensaje de advertencia a los Quintessons para que se mantengan alejados de Cybertron.
- Datos: Q1187822